# AVN награда за най-добра актриса
AVN наградата за най-добра актриса (на английски: AVN Award Best Actress) се връчва ежегодно на церемонията на наградите на AVN в Лас Вегас, щата Невада, САЩ. Наградата се присъжда за най-добро актьорско изпълнение на актриса в порнографската индустрия през годината.
До 2008 г., включително, наградата за най-добра актриса се присъжда в две подкатегории – за най-добра актриса във филм и за най-добра актриса във видео. От 2009 г. двете подкатегории са обединени. Първата носителка на наградата за най-добра актриса във филм е Шарън Мичъл през 1984 г., а първата получила наградата за най-добра актриса във видео е Джинджър Лин през 1986 г.

## Носителки на наградата

### 1984 – 2008

#### Най-добра актриса във филм
| Година | Носителка        | Филм                              |
| ------ | ---------------- | --------------------------------- |
| 1984   | Шарън Мичъл      |                                   |
| 1985   | Памела Ман       |                                   |
| 1986   | Шери Ст. Клеър   |                                   |
| 1987   | Колийн Бренън    |                                   |
| 1993   | Ашлин Гиър       | „Хамелеони“                       |
| 2000   | Клоуи            |                                   |
| 2001   | Тейлър Хейс      | „Джекил и Хайд“                   |
| 2001   | Рейлин           | „Артемезия“                       |
| 2002   | Джинджър Лин     |                                   |
| 2003   | Тейлър Ст. Клеър |                                   |
| 2004   | Савана Семсън    |                                   |
| 2005   | Джена Джеймисън  | „Масажистката“                    |
| 2006   | Савана Семсън    | „Новият дявол в госпожица Джоунс“ |
| 2007   | Джесика Дрейк    | „Ловци на мъже“                   |
| 2008   | Пени Флейм       | „Оформление“                      |

#### Най-добра актриса във видео
| Година | Носителка          | Видео         |
| ------ | ------------------ | ------------- |
| 1986   | Джинджър Лин       |               |
| 1987   | Нина Хартли        |               |
| 1993   | Ашлин Гиър         | „Две жени“    |
| 2000   | Серенити           |               |
| 2001   | Серенити           |               |
| 2002   | Сидни Стийл        | „Еуфория“     |
| 2003   | Девин Лейн         |               |
| 2004   | Джулия Ан          | „Красива“     |
| 2005   | Джесика Дрейк      | „Пух и гънки“ |
| 2006   | Джанин Линдемълдър | „Пирати“      |
| 2007   | Хилари Скот        | „Корупция“    |
| 2008   | Ева Анджелина      | „Качване“     |

### 2009 –
| Година | Носителка                                                 | Филм                                      | Номинирани |
| ------ | --------------------------------------------------------- | ----------------------------------------- | --- |
| 2009   |                                                           | „Падналият“                               | |
| 2010   |                                                           | „Секс досиетата: тъмната ХХХ пародия“     | |
| 2011   |                                                           | „Това не е Клуб Веселие ХХХ“              | Наташа Марли – Бони и Клайд Мисти Стоун – Любовен триъгълник Джесика Дрейк – 3 дни през юни Ниоми Бенкс – Фатално обсебена Съни Леони – Джия: портрет на порнозвезда Съни Лейн – Алис Райли Стийл – Глупава любов Стоя – Стоя: перфектна снимка |
| 2011   | „Отворена покана: истинско суингър парти в Сан Франциско“ |                                           | Наташа Марли – Бони и Клайд Мисти Стоун – Любовен триъгълник Джесика Дрейк – 3 дни през юни Ниоми Бенкс – Фатално обсебена Съни Леони – Джия: портрет на порнозвезда Съни Лейн – Алис Райли Стийл – Глупава любов Стоя – Стоя: перфектна снимка |
| 2012   |                                                           | „Портрет на момиче на повикване“          | Капри Андерсън – Беглец Тори Блек – Убийствени органи Джесика Дрейк – Хоризон Хилари Скот – Флинстоун: XXX пародия Анди Сан Димас – Rezervoir Doggs: An Exquisite Films Parody |
| 2013   |                                                           | „Пустош“.                                 | Алектра Блу – Следващата петък вечер Боби Стар – Истината за О Шанел Престън – Ромео и Жулиета: Дриймзоун пародия Наташа Найс – Любовта е опасна игра Анди Сан Димас – Кафе Амор Ниоми Бенкс – Тренировъчен ден Индия Съмър – Завършването ХХХ: Пол Томас пародия Кейлани Лей – Грабване Бруклин Лий – Ворасиус: първи сезон Реми Лакроа – Торн Лили Лейбоу – Пустош Али Хейз – Междузвездни войни: порнопародия Пресли Харт – Дневникът на любовта Грейси Глам – Щастливи завършеци                                                                      |
| 2014   |                                                           | „Изкушението на Ева“                      | Аника Олбрайт – „Това е да напуснеш Лас Вегас XXX“ Лекси Бел – „Трябвало да бъде“ Алектра Блу – „Получаване на обучение“ Джесика Дрейк – „Секспионаж: Хрониките на Дрейк“ Тара Лин Фокс – „Това не е Родина XXX“ Али Хейз – „Продавачи ХХХ“ Джеси Джейн – „Кодекс на честта“ Съни Лейн – „Стриптизьорката 2“ Бруклин Лий – „Зад зелената врата“ Адриана Луна – „Самотният рейнджър ХХХ“ Мади О'Райли – „Не е магьосникът от Оз ХХХ“ Пени Пакс – „Подчинението на Ема Маркс“ Рейвън Рокет – „Джия: лесбийски супермодел“ Дженифър Уайт – „Стриптизьорката“ |
| 2015   |                                                           | „Втори шанс“                              | Джесика Дрейк – „Последствия“ Роми Рейн – „Законите на любовта“ Мади О'Райли – Сексуалното освобождение на Анна Лий |
| 2016   |                                                           |                                           | |
| 2017   |                                                           | „Suicide Squad XXX: An Axel Braun Parody“ | |